# Judengasse (Buchsweiler)

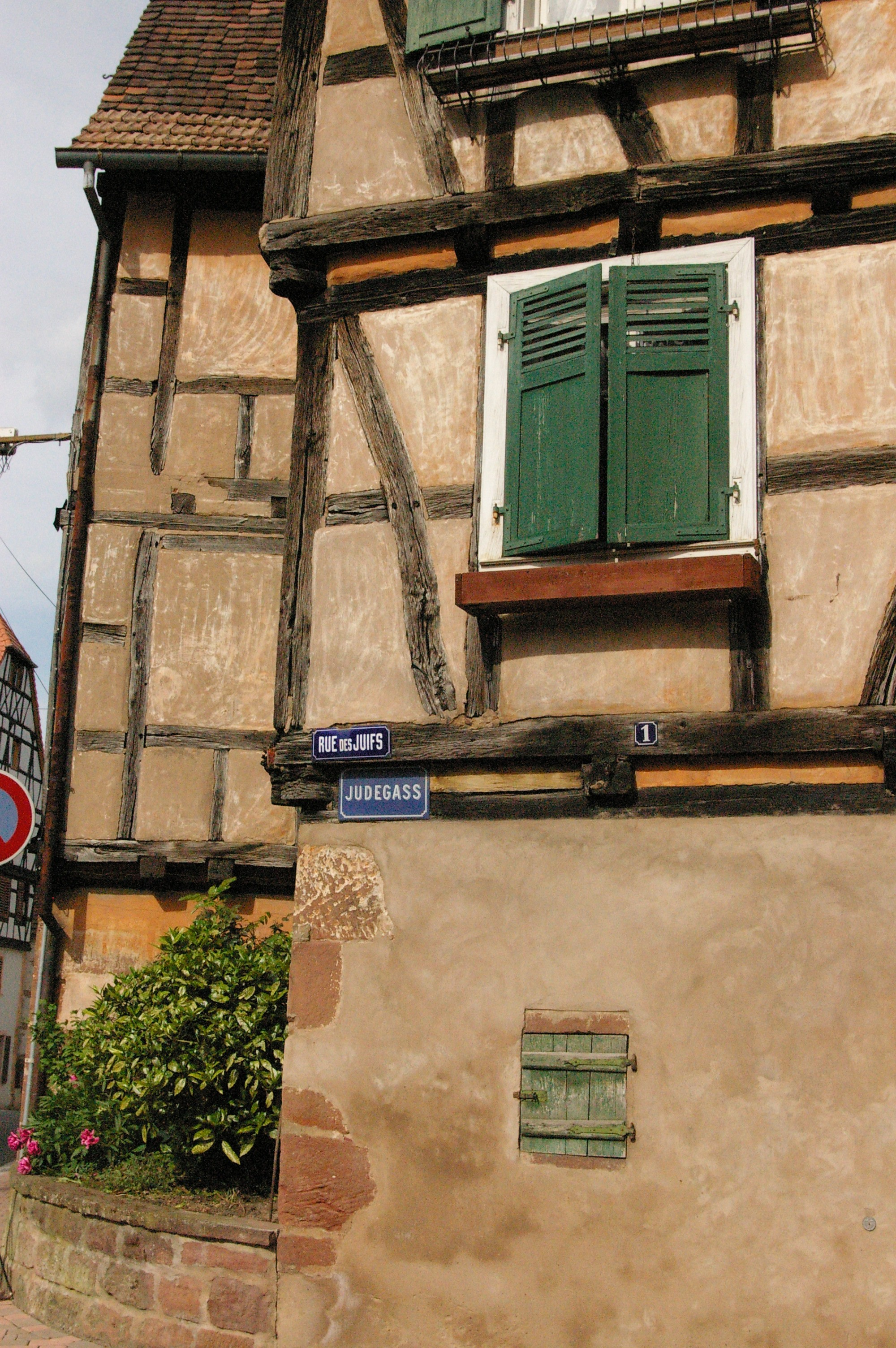
Haus Nr. 1 in der Judengasse in Buchsweiler mit Straßenschildern

Die Judengasse (Elsässisch Judegass, Französisch rue des juifs)  in Buchsweiler, heute die französische Gemeinde Bouxwiller im Elsass, entstand vermutlich im Mittelalter.
Die Judengasse geht vermutlich auf das im Spätmittelalter zurück, da die erste Nennung von Juden im Ort für das Jahr 1322 belegt ist. Die ältesten Häuser in der Judengasse stammen aus dem 16. bis 18. Jahrhundert.